# Moreland Hills
Moreland Hills é uma aldeia localizada no estado norte-americano do Ohio, no Condado de Cuyahoga.

## Demografia
Segundo o censo norte-americano de 2000, a sua população era de 3298 habitantes.
Em 2006, foi estimada uma população de 3142, um decréscimo de 156 (-4.7%).

## Geografia
De acordo com o United States Census Bureau tem uma área de 18,8 km², dos quais 18,8 km² cobertos por terra e 0,0 km² cobertos por água.

## Localidades na vizinhança
O diagrama seguinte representa as localidades num raio de 8 km ao redor de Moreland Hills.